# 索尼α550
索尼α550是索尼於2009年8月28日發表的高性能入門級數碼單反相機。與索尼α500為姊妹機，但差別在於索尼α500的有效像素較低，3吋LCD像素為230、400點，沒有高速模式的7FPS。
索尼α550使用Exmor CMOS，據媒體網站所示，在高ISO 3200下表現出色，開始追及佳能還有尼康高ISO表現，一改以往索尼低光高ISO較差的表現。
香港索尼官方在8月28日的發表會上表明會連同平價全片幅索尼α850，還有其姊妹機索尼α500一起在同年九月開始發售。